# Limnocythere hungarica
Limnocythere hungarica är en kräftdjursart som beskrevs av Daday 1900. Limnocythere hungarica ingår i släktet Limnocythere och familjen Limnocytheridae. Inga underarter finns listade i Catalogue of Life.